# 中日国際輪渡
中日国際輪渡有限公司（ちゅうにちこくさいりんと、英：China-Japan International Ferry Co.,Ltd）は、中国・上海市に本社を置く海運企業。

## 概要
中国遠洋運輸総公司（COSCO）と日本側の「日中国際フェリー」の合弁により、1985年に設立。戦後初の日本-中国間のフェリー航路として大阪・神戸-上海間の航路を運航する。

## 沿革
- 1984年9月29日 - 太平洋汽船が中心となり[3]、日本側の出資企業「日中国際フェリー」設立[1]。
- 1985年
  - 5月30日 - COSCO・日中国際フェリー各120万米ドルの出資により[4]、会社設立[1]。
  - 6月26日 - 試験運航開始[5]。
  - 7月6日 - 上海発便から営業運航開始[6]。
- 1987年 - 薩摩川内港への年1-2回の臨時寄港を開始[1]。
- 1994年4月23日 - 新造船「新鑑真」就航[7]。
- 1988年 - 横浜港への寄港を開始[1]。
- 1995年 - 横浜港への寄港を終了[1]。
- 2020年
  - 1月28日 - 新型コロナウイルス対策に伴い旅客輸送を停止[8]。
  - 10月 - 上海フェリーの事業停止に伴い、同社の「蘇州號」を譲受し週2往復体制として11月まで上海-大阪間での運行を継続[9]。
  - 12月 - 蘇州號の運航ルートを新鑑真同様の大阪・神戸各港隔週運航に変更する[9]。
- 2024年6月8日 - 新造船「鑑真号」就航[10]。
- 2025年
  - 6月28日 - 旅客サービスを再開[11]、2往復をサービスや出入国手続き確認のため少人数の受け入れとした[12]。
  - 7月12日予定 - 通常輸送を再開[11]。

## 航路
- 上海港（上海港国際客運中心） - 神戸港（神戸ポートターミナル）/大阪港（大阪港国際フェリーターミナル）
  - 神戸・大阪週各1往復。所要時間約50時間[13]。

## 船舶
- 鑑真号[10]
  - 2024年6月就航。19,948総トン、全長167.2m、幅25.0m。航海速力21ノット。
  - 旅客定員192名。貨物積載数：338TEU。金陵船舶建造。2025年6月28日より旅客サービスを開始[11]。
- 新鑑真[7]
  - 1994年4月就航。14,543総トン、全長156.7m、幅23.0m、航海速力21ノット。
  - 旅客定員355名。貨物積載数：218TEU。尾道造船尾道工場建造。2020年以降は貨物輸送のみを実施。

過去の船舶
- 鑑真[4]
  - 1985年7月就航。9,009総トン、全長166.6m、幅22.1m、航海速力25.5ノット。
  - 旅客定員500名。貨物積載数：128TEU・乗用車97台。三菱重工業下関造船所建造。
- 蘇州號[14]
  - 2020年上海フェリーから譲受。14,410総トン、全長144.7m、幅22m、航海速力21ノット。
  - 貨物積載数：200TEU。